# Orthoclada africana
Orthoclada africana är en gräsart som beskrevs av Charles Edward Hubbard. Orthoclada africana ingår i släktet Orthoclada och familjen gräs. Inga underarter finns listade i Catalogue of Life.